# معركة سندويتش (1460)
معركة سندويتش (بالإنجليزية: Battle of Sandwich)‏ كانت مناوشة بحرية وقعت في عام 1460 في حرب الوردتين. في هذه المعركة البحرية أصبح السير والربان ريتشارد نيفيل، إيرل وارويك السادس عشر من أنصار أسرة يورك، فهُزم فيها أسطول اللانكاسترين وألقي القبض على عدد من سفنهم. هناك القليل فقط من المعلومات والتفاصيل عن هذه المعركة البحرية.